# 绍勒讷
绍勒讷是德国萨克森-安哈尔特州的一个市镇。总面积65.33平方公里，总人口1261人，其中男性639人，女性622人（2011年12月31日），人口密度19人/平方公里。